# Municipio Ignacio Zaragoza
Koordinaten: 29° 44′ N, 107° 42′ W
Ignacio Zaragoza ist ein Municipio mit etwa 7000 Einwohnern im mexikanischen Bundesstaat Chihuahua. Das Municipio hat eine Fläche von 2864,2 km². Verwaltungssitz und größter Ort des Municipios ist das gleichnamige Ignacio Zaragoza.
Das Municipio trägt den Namen des mexikanischen Generals Ignacio Zaragoza († 1862).

## Geographie
Das Municipio Ignacio Zaragoza liegt nordwestlich des Zentrums des Bundesstaats Chihuahua auf einer Höhe zwischen 1400 m und 3000 m. Es zählt zu 96 % zur physiographischen Provinz der Sierra Madre Occidental, der Rest zählt zu den Sierras y Llanuras del Norte. Das Municipio liegt vollständig in der hydrologischen Region des endorheischen Beckens der Cuencas Cerradas del Norte (Casas Grandes). Die Geologie des Municipios wird zu 47 % von rhyolithischem Tuff bestimmt bei 32 % Konglomeratgestein, 11 % Tuff und je 5 % Basalt und Alluvionen; vorherrschende Bodentypen im Municipio sind der Leptosol (34 %), Umbrisol (25 %), Luvisol (19 %), Phaeozem (8,5 %) und Calcisol (7 %). Etwa 51 % des Municipios sind bewaldet, etwa 35 % werden als Weideland genutzt, 12 % dienen dem Ackerbau.
Das Municipio grenzt an die Municipios Casas Grandes, Galeana, Buenaventura, Namiquipa, Gómez Farías und Madera.

## Bevölkerung
Beim Zensus 2010 wurden im Municipio 6934 Menschen in 2170 Wohneinheiten gezählt. Davon wurden 10 Personen als Sprecher einer indigenen Sprache registriert. 3,5 Prozent der Bevölkerung waren Analphabeten. 2606 Einwohner wurden als Erwerbspersonen registriert, wovon ca. 78 % Männer bzw. 5,3 % arbeitslos waren. 3,3 Prozent der Bevölkerung lebten in extremer Armut.

## Orte
Das Municipio Ignacio Zaragoza umfasst 43 bewohnte localidades, von denen lediglich der Hauptort vom INEGI als urban klassifiziert ist. Acht Orte wiesen beim Zensus 2010 eine Einwohnerzahl von über 100 auf. Die größten Orte sind:
| Ort                              | Einwohner |
| Ignacio Zaragoza                 | 3518      |
| Ignacio Allende                  | 0935      |
| Francisco I. Madero (San Miguel) | 0691      |